# Ernst Leuze

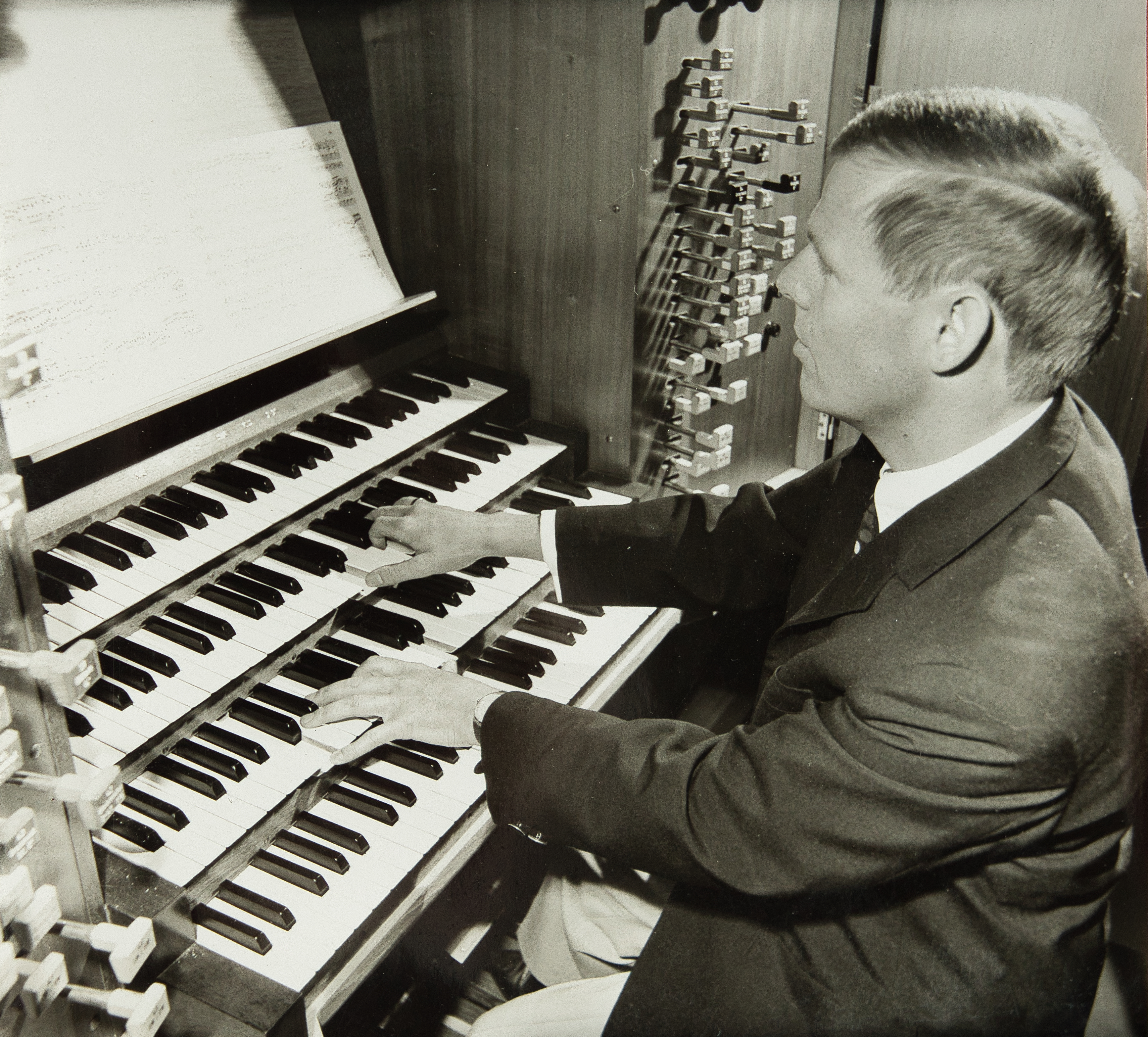
Ernst Leuze

 Ernst Leuze  (* 18. Juli 1935 in Wälde bei Horgenzell) ist ein deutscher Organist, Cembalist, Komponist, Dirigent und Chorleiter.

## Leben und Wirken
Ernst Leuze studierte Kirchenmusik, Orgel und Dirigieren an der Musikhochschule Stuttgart u. a. bei Johann Nepomuk David (A-Examen). Zusätzliche Studien im Orgelspiel absolvierte er bei Helmut Walcha und Fernando Germani.
Mit 25 Jahren wurde ihm im Jahr 1960 die Bezirkskantorenstelle in Kirchheim unter Teck als Nachfolger von Manfred Brandstetter übertragen. Neben der künstlerischen Arbeit als Dirigent des Chores der Martinskirche Kirchheim und des Schwäbischen Kammerorchesters galt sein Engagement der Ausbildung von Nachwuchsorganisten und der Förderung der Kirchenchöre im Bezirk. Ab 1962 prägte er als Leiter wesentlich den Aufbau der neugegründeten Evangelischen Jugendsingschule. Im Jahr 1974 war er Initiator der Kirchheimer Musikschule.
Er war Dozent an der Hochschule für Kirchenmusik – zu jener Zeit noch in Esslingen.
Ab 1962 galt sein Engagement, ab 1967 zusammen mit dem Orgelbauverein, dem Aufbau einer herausragenden Orgel. Eine Rensch-Orgel wurde 1981 eingeweiht.
1973 wurde er zum Kirchenmusikdirektor ernannt. Von 1977 bis 1993 leitete er den Stuttgarter Oratorienchor und erschloss mit diesem neue Bereiche der Musikliteratur. 
Von 1990 bis 2008 war er Dirigent im Konzertbereich der Stuttgarter Choristen. Seine Konzerttätigkeit umfasste neben der Orgel weitere Tasteninstrumente wie Cembalo, Virginal und Clavichord.
Bis zu seiner Verabschiedung als Bezirkskantor im Jahr 1998 prägte Leuze über Jahrzehnte die Kirchenmusik in der Region. Ehrenamtlich widmet er sich dem Verband Evangelische Kirchenmusik in Württemberg und dessen Zeitschrift.
Ernst Leuze lebt in Weilheim an der Teck.

## Publikationen
Monographien
- Orgeln unter Teck. Band 36 der Schriftenreihe Stadtarchiv Kirchheim unter Teck. ISBN 978-3-925589-61-4.

Aufsätze
- Verteidigung des Klaviers gegen seine Verächter. Improvisation über noch kein Thema. In: Kirchenmusik als Erbe und Auftrag. Festschrift zum 50-jährigen Bestehen der Hochschule für Kirchenmusik Esslingen. ISBN 978-3-923053-43-8, S. 529–536.

Kompositionen
- Intonationen, Vorspiele und Begleitsätze zum Stammteil des EG in Esslinger Orgelbuch. Bd. 1–3. Carus, Stuttgart 1996, ISMN 979-0-007-10020-9.
- Lieder unserer Zeit: Orgel-Begleitsätze. Carus, Stuttgart 1973, ISMN 979-0-007-03270-8.
- Orgelsätze zum württembergischen AMEN. Nach allen Melodien des EG.[1]
- Klaviersätze zum Esperanto-Gesangbuch Adoru.

Tonträger
- Gustav Mahler: Symphonie N°2 Resurrection / Des Knaben Wunderhorn. L’Orchestre National de Lille, Jean-Claude Casadesus, Stuttgarter Oratorienchor, Ernst Leuze, Teresa Żylis-Gara, Ewa Podleś, José van Dam. Forlane International, 1991, UCD 16654/55.
- Principal 22 Fuß. Ernst Leuze u. seine Schüler spielen für die Orgel der Martinskirche Kirchheim unter Teck. Verein zur Förderung der Martinskirche, Kirchheim unter Teck, 1978.
- Jauchzet dem Herrn alle Welt. Chor der Martinskirche Kirchheim und Bläser des Gnadauer Posaunenbundes. VLG-Verlag, 1977.

## Uraufführungen
- Theophil Laitenberger: Evangelienbericht: „Es ist eine Stimme eines Predigers in der Wüste“. (1976) Für Tenor, Bariton, Bass, Chor, Holzbläser, Tuba, Schlagwerk, Streicher. Stiftskirche Stuttgart, 1992.
- Theophil Laitenberger: Psalm 104. (1981) Für Sopran, Tenor, Bass, Chor, Holzbläser, 3 Trompeten, Schlagwerk, Streicher. Kirchheim unter Teck, 1982.